# هوهانس تر-میکائلیان
هُوْهانِس تر-میکائلیان (ارمنی: Հովհաննես Տեր-Միքայելյան) پزشک و سیاست‌مدار اهل ارمنستان که از ۲۴ ژوئن تا ۱۵ اوت ۱۹۱۹ Minister of Social Protection اولین جمهوری ارمنستان بود. وی در سال ۱۸۹۸ از دانشکده پزشکی دانشگاه خارکف فارغ‌التحصیل شد.

## یادداشت
1. ↑  Հայաստանի հանրային խնամատարության և աշխատանքի նախարար